# Atherinomorus capricornensis
Atherinomorus capricornensis és una espècie de peix pertanyent a la família dels aterínids.

## Descripció
- Pot arribar a fer 12 cm de llargària màxima.
- És de color blau-verd, gris clar o fosc i argentat per sota.
- 4-8 espines i 9-10 radis tous a l'aleta dorsal i 1 espina i 12-15 radis tous a l'anal.
- Les dents del vòmer són sovint llargues.
- Llavis prims.[5][6]

## Alimentació
Menja principalment de nit crustacis planctònics.

## Depredadors
És depredat per taurons, tonyines i Seriola, els quals neden al costat de les moles que forma aquest peix. Altres depredadors inclouen l'anfós lleopard (Plectropomus leopardus), el xatrac crestat, mascarells, gavines i ardèids.

## Hàbitat
És un peix d'aigua marina, no migratori, pelàgic-nerític i de clima tropical (18°S-24°S) que viu entre 0-1 m de fondària.

## Distribució geogràfica
Es troba al Pacífic occidental central: un petit grup d'illes del Grup Capricorn (Austràlia) i diverses altres illes properes al continent.

## Observacions
És inofensiu per als humans.